# Głowno
Głowno là một thị trấn thuộc huyện Zgierski, tỉnh Łódźkie ở trung tâm Ba Lan. Thị trấn có diện tích 20 km². Đến ngày 1 tháng 1 năm 2011, dân số của thị trấn là 14940 người và mật độ 753 người/km².